# طلاجو
طلاجو (در زبان مازندرانی: تلاجو) ، روستایی است از توابع بخش مرکزی شهرستان چالوس در استان مازندران ایران.

## جمعیت
این روستا در دهستان کلارستاق شرقی قرار دارد و براساس سرشماری مرکز آمار ایران در سال ۱۳۸۵، جمعیت آن ۶۲۰ نفر (۱۴۶خانوار) بوده‌است.
مردم این روستا طبری تبار و از طایفه تلاجیاوج می باشند که یکی از کهن ترین طوایف طبری کلارستاق و طبرستان می‌باشند. مردم طلاجو از قومیت طبری هستند. مردم طلاجو به زبان طبری با گویش چالوسی سخن می‌گویند.